# Apterostigma fusinodum
Apterostigma fusinodum é uma espécie de inseto do gênero Apterostigma, pertencente à família Formicidae.